# Jeannette Altwegg
Jeannette Eleanor Altwegg (a volte scritto Jeanette Eleanor Altwegg; Liverpool, 8 settembre 1930 – Berna, 18 giugno 2021) è stata una pattinatrice artistica su ghiaccio e tennista britannica, campionessa olimpica e mondiale di pattinaggio nel singolo donne nel 1952.

## Biografia
Sin da bambina Jeannette Altwegg praticò diversi sport, dando prova di grande polivalenza. Nello stesso anno, il 1947, vinse il campionato britannico di pattinaggio di figura femminile (il primo di quattro titoli consecutivi) ed arrivò in finale al torneo juniores di Wimbledon di tennis. Fu comunque nel pattinaggio che ottenne risultati di livello internazionale.
Nel 1948, alla sua prima partecipazione olimpica, ai Giochi di St. Moritz si classificò terza nel concorso individuale femminile, salendo sul podio assieme alla canadese Barbara Ann Scott (oro) e all'austriaca Eva Pawlik (argento). Sotto la guida di Arnold Gerschwiler, allenatore svizzero trapiantato in Gran Bretagna, si perfezionò progressivamente, con un crescendo di risultati: medaglia di bronzo ai campionati europei e ai campionati mondiali nel 1949, medaglia d'argento agli europei e ai mondiali nel 1950, medaglia d'oro agli europei e ai mondiali nel 1951.
Nel 1952, a distanza di pochi giorni, vinse prima il campionato europeo a Vienna e poi l'oro olimpico ai Giochi di Oslo, l'unico titolo che ancora mancava al suo palmarès. Dopo le Olimpiadi si ritirò dalle competizioni. Le fu proposto un contratto da 8.000 sterline al mese per passare al pattinaggio professionistico, come avevano fatto le due precedenti campionesse olimpiche Barbara Ann Scott e Sonja Henie, e andare in tournée con una rivista sul ghiaccio. La Altwegg declinò l'offerta, si trasferì a Winterthur, in Svizzera, per seguire un corso di formazione come educatrice d'infanzia e venne poi assunta dal Kinderdorf Pestalozzi di Trogen, una struttura di accoglienza per orfani di guerra, con un salario mensile di 120 franchi svizzeri (al cambio dell'epoca, circa un decimo del cachet offertole per le esibizioni).
Nel 1953 la regina Elisabetta la nominò Commendatore dell'Ordine dell'Impero Britannico (Commander of the Order of the British Empire CBE), la più alta onorificenza assegnata ad una personalità del pattinaggio.
Nel 1993 fu inserita nella World Figure Skating Hall of Fame, la hall of fame internazionale del pattinaggio di figura.

## Palmarès
| Internazionali            | Internazionali | Internazionali | Internazionali | Internazionali | Internazionali | Internazionali |
| Evento                    | 1947           | 1948           | 1949           | 1950           | 1951           | 1952           |
| ------------------------- | -------------- | -------------- | -------------- | -------------- | -------------- | -------------- |
| Giochi olimpici invernali |                | 3°             |                |                |                | 1°             |
| Campionati mondiali       | 5°             | 4°             | 3°             | 2°             | 1°             |                |
| Campionati europei        | 4°             | 5°             | 3°             | 2°             | 1°             | 1°             |
| Nazionali                 |                |                |                |                |                |                |
| Campionati britannici     |                | 1°             | 1°             | 1°             | 1°             |                |